# The European Review of Books
The European Review of Books is een literair, cultureel en politiek tijdschrift dat Europese onderwerpen belicht. De artikelen verschijnen in principe zowel in de eigen taal van de auteur als in het Engels. Het blad werd opgericht in 2021, met Nederland als thuisbasis. De oprichters waren George Blaustein, Sander Pleij en Wiegertje Postma. Naast de gedrukte versie verschijnen diverse artikelen op de website.

## Geschiedenis
In mei 2021 lanceerden de oprichters een crowdfundingcampagne om de eerste middelen bijeen te brengen die het tijdschrift tot leven zouden brengen. Het eerste nummer verscheen in juni 2022.